# Filhas de Maria Auxiliadora
As Filhas de Maria Auxiliadora (em latim:  Filiae Mariae Auxiliatricis, FMA) formam uma congregação religiosa da Igreja Católica Apostólica Romana, fundada por São João Bosco e cofundada por Santa Maria Mazzarello, sendo um ramo feminino da família salesiana, cujo ramo masculino é a Congregação dos Salesianos, fundada por São João Bosco, em homenagem a São Francisco de Sales. Estas freiras são, popularmente, conhecidas por irmãs salesianas (do nome latino de São Francisco de Sales: Franciscus Salesius).

## Estrutura
É composta por comunidades religiosa que formam a Inspetoria, que tem uma casa provincial e está estrutura faz parte de um conjunto maior que é o Instituto das (FMA) Filhas de Maria Auxiliadora.

## Presença no mundo
A congregação está presente nos cinco continentes e conta com cerca de 16 mil irmãs, espalhadas pelas Américas (dez nações e 48 centros de educação e evangelização), na Ásia (onze nações e 98 centros de educação e evangelização), na África (dezesseis nações e 34 centros de educação e evangelização), na Oceania (uma nação e um centro de educação e evangelização) e no Oriente Médio (três nações e onze centros de educação e evangelização). No Nordeste brasileiro, atualmente, são irmãs presentes em casas, nos estados de Pernambuco, Bahia, Rio Grande do Norte e Ceará. No sul do Brasil, Porto Alegre, no Rio Grande do Sul,em Santa Catarina. No sudeste, existem muitas obras das Irmãs Salesianas em  São Paulo, Minas Gerais, Rio de Janeiro e Espírito Santo. Destacam-se grandes e renomados colégios, como também obras sociais, incluindo comunidades de periferia. No Centro Oeste, as Irmãs, além de vários Colégios, têm comunidades  próximas a comunidades indígenas. Elas foram pioneiras em Brasília, cidade profetizada por São João Bosco. Ali, logo depois da fundação de Brasília, iniciaram os trabalhos no Centro Educacional de Brasília na W3 Sul. Desenvolvem também forte trabalho educativo e social em Goiânia, Anápolis, Silvânia e Aparecida de Goiás. No Norte do Brasil, as obras se espalham pelos estados do Amazonas, Pará e Rondônia. Além de grandes colégios, as Irmãs Salesianas atendem à população ribeirinha do Amazonas e estão presentes em diversas comunidades junto à população indígena.  